# Бокаро (округ)
Бока́ро (хинди बोकारो जिला; англ. Bokaro) — округ в индийском штате Джаркханд. Образован в 1991 году из частей территорий округов Дханбад и Гиридих. Административный центр — город Бокаро Стил Сити. Площадь округа — 2861 км². По данным всеиндийской переписи 2001 года население округа составляло 1 777 662 человека. Уровень грамотности взрослого населения составлял 62,1 %, что немного выше среднеиндийского уровня (59,5 %). Доля городского населения составляла 45,3 %.

## Экономика
- металлургический комбинат в Бокаро (мощность 1-й очереди 1,7 млн. т)
- комплекс по компостированию отходов  Waste Ventures